# Inre energi
Inom termodynamiken är inre energin (eller den interna energin) av ett termodynamiskt system, eller ett tydligt avgränsat fysiskt föremål, summan av den kinetiska och den potentiella energin hos atomerna i systemet eller föremålet. 
Man kan även räkna ut inre energin för elektromagnetisk strålning eller svartkroppsstrålning. SI-enheten för energin är joule även om det av historiska skäl förekommer andra enheter, som till exempel kcal för värme. Inre energi betecknas vanligen med bokstaven U, eller ibland med bokstaven E. Inre energi är en termodynamisk tillståndsfunktion.

## Inre energins entropi- och volymberoende
De naturliga variablerna för den inre energin är systemets entropi och volym, dvs U = U(S,V). De partiella derivatorna {\displaystyle (\partial U/\partial S)_{V}} och {\displaystyle (\partial U/\partial V)_{S}} definierar systemets temperatur och tryck genom fundamentalekvationen för U:
{\displaystyle dU=\left({\frac {\partial U}{\partial S}}\right)_{V}\,dS+\left({\frac {\partial U}{\partial V}}\right)_{S}\,dV=T\,dS-p\,dV}
Denna relation används, tillsammans med termodynamikens första och andra huvudsatser, för att bygga upp hela den klassiska termodynamiken.
Om substansmängden av ämnena i systemet förändras tillkommer en term som innehåller deras kemiska potentialer: 
{\displaystyle dU=T\,dS-p\,dV+\sum _{j}\mu _{j}\,dn_{j}}

## Inre energins temperatur- och volymberoende
Vid praktiskt arbete är fundamentalekvationen ovan inte särskilt användbar. Det är mycket mer praktiskt intressant att veta hur inre energin beror av de mätbara storheterna temperatur och volym, alltså  U = U(T,V). Man definierar därför systemets värmekapacitet vid konstant volym (enhet J/K) som {\displaystyle C_{V}=(\partial U/\partial T)_{V}} och får
{\displaystyle dU=\left({\frac {\partial U}{\partial T}}\right)_{V}\,dT+\left({\frac {\partial U}{\partial V}}\right)_{T}\,dV=C_{V}\,dT+\pi _{T}\,dV}
där {\displaystyle \pi _{T}} är det inre trycket (enhet 1 J/m3 = 1 Pascal). Det inre trycket är ett mått på hur mycket motstånd molekylerna gör mot att dras ifrån varandra och är relaterat till styrkan hos växelverkan mellan molekylerna. För en ideal gas, där ingen intermolekylär växelverkan finns är {\displaystyle \pi _{T}=0}. Differentialen ovan ger därför att U för en ideal gas är oberoende av systemets volym.
Relationen {\displaystyle dU=C_{V}\,dT} vid konstant volym är mycket central i tillämpningar som har med värmeöverföring att göra därför att det är den mängd värme som systemet tar upp vid konstant volym. Motsvarande relation vid konstant tryck är {\displaystyle dH=C_{p}\,dT}, där H är systemets entalpi och Cp dess värmekapacitet vid konstant tryck. Det är oftast denna värmekapacitet som återfinns i tabellsamlingar för olika material.